# Muntanyes de Piatra Mare
Les muntanyes de Piatra Mare (en hongarès: Nagykőhavas, alemany: Hohensteingebirge) són una petita serralada al comtat de Brașov, al sud-est de Brașov, Romania, i també a prop de la ciutat turística de Predeal.
Geològicament, les muntanyes de Piatra Mare es troben a l'extrem sud del gran arc dels Carpats Orientals, i entre l'anell interior dels Carpats Orientals Interiors i l'anell exterior dels Carpats Orientals Exteriors. El massís veí de Postăvarul també es troba a la mateixa zona de transició.
La gamma està formada principalment per pedra calcària i flysch dels Carpats. La roca forma una carena predominantment nord-sud, des de la qual s'estenen pintes laterals estructurades a l'oest, i forts desnivells a l'est. El cim més alt, també anomenat Piatra Mare, es troba a 1944 m (tot i que les fonts difereixen per l'alçada exacta).
Des de l'any 2015 la zona estava arxivada amb activitats recreatives, una tirolina que comença als 7 passos en cascada i acaba a Dâmbul Morii.
La zona de les set cascades es va reconstruir el 2014.
La muntanya és una zona popular d'esbarjo i senderisme. A més del cim sense arbres que permet una panoràmica sense obstacles en totes direccions, les principals fites són:
- la Cova de gel, Peștera de Gheață
- el Canó de les Set Escales, Canionul Șapte Scări
- el Congost de Tamina, Cascada Tamina

## Turisme
Piatra Mare és una destinació popular per fer senderisme:
- Peștera de Gheață, cova de gel
- Canó de les set escales (en romanès: Canionul Şapte Scări)

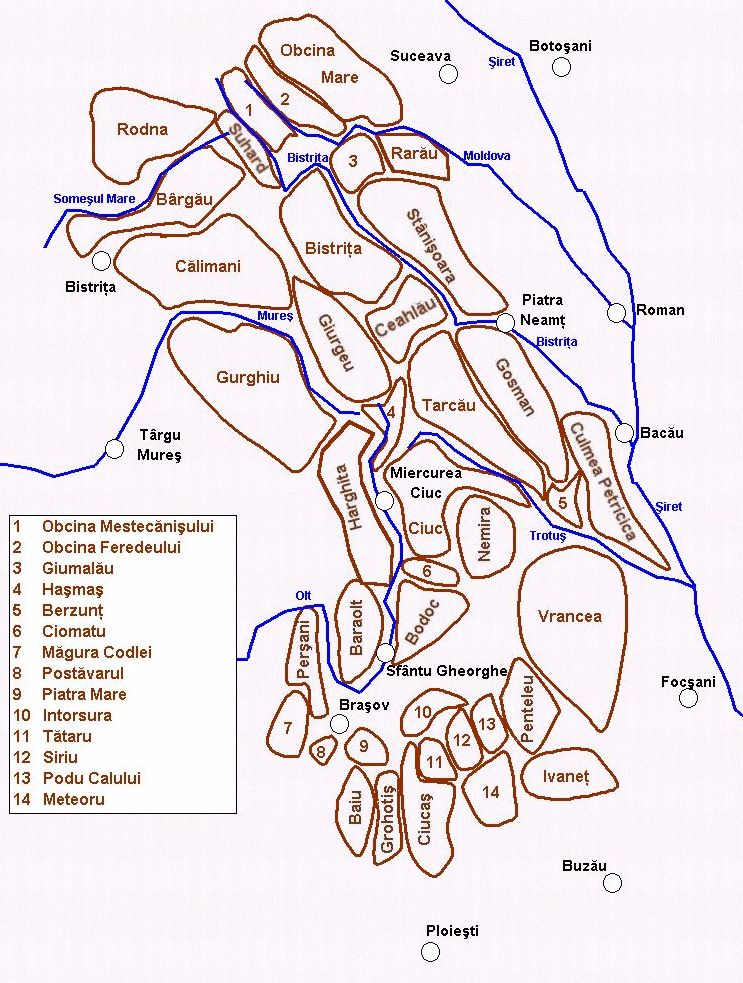
Mapa amb les Muntanyes de Piatra Mare marcades com a grup #9

- Xalet Piatra Mare (1628m)